# Formica abdominalis
Formica abdominalis är en myrart som beskrevs av Pierre André Latreille 1802. Formica abdominalis ingår i släktet Formica och familjen myror. Inga underarter finns listade i Catalogue of Life.